# 鈴井の巣
『鈴井の巣』（すずいのす）は、1999年4月9日から2001年4月20日まで、北海道テレビ放送で毎週金曜深夜に放送された、鈴井貴之の冠番組でもある深夜バラエティ番組。放送時間は番組開始当初は23:25 - 23:55、後に10分繰り上げの23:15 - 23:45（いずれもJST）。

## 概要
番組開始当初は「夢を後押しする」というコンセプトのもと、鈴井貴之、野村はづき（当時HTBアナウンサー）の2人のトークと、大泉洋、安田顕の2人のそれぞれが街角でインタビューした、一般の人の夢を後押しするレポーターの2つに企画が分かれており、4人が番組内で絡むことは滅多になかった。番組も後期になると、映画『man-hole』の撮影開始に伴って鈴井、安田の出演時間が激減、大泉メインのお笑い主体のバラエティ番組へとシフトしていった。
番組内でのコスチュームは、背中にロゴマークの入った上下ジャージ姿であり、本番組と同時期に放送されていた『水曜どうでしょう』の『釣りバカ対決!わかさぎ釣り2』企画でも、鈴井がこれを着用の上で本番組について言及するくだりがある。

## 主な出演者
- 鈴井貴之

番組内では黒地に赤いラインの入ったジャージを着用。
- 大泉洋（TEAM NACS）

番組内では青地に黄色いラインの入ったジャージを着用。
- 安田顕（TEAM NACS）

番組内では紺地に黄緑色のラインの入ったジャージを着用。
- 野村はづき（当時HTBアナウンサー）

番組内では茶色地に白いラインの入ったジャージを着用。
- オクラホマ（藤尾仁志・河野真也）
- D-U-C-A（ナレーター、視聴率10%突破記念の打ち上げパーティーにも出演）

## 企画
- 鈴井とHTB入社2年目の野村との視聴者からの質問に答える形での下ネタ満載のトーク
- ストリップ小屋で歌いたい

札幌で飲み屋を経営している、年収60万円のストリートミュージシャンの「ストリップ小屋で歌いたい」という夢を叶える企画。
- 世界一になりたい

劇団に所属している大学生の「なんでもいいから世界一になりたい」という夢を叶える企画。
- 坂本サトル 〜北海道冬の旅〜

本番組において坂本サトルとの係わり合いは深く、初代エンディング曲『天使達の歌』の他、AIR-Gでの企画『北海道ギター1本の旅』による9日間のライブの模様が、番組開始当初から約2ヶ月間ほぼ毎週紹介されていた。
また大泉バンドのギター講師、大新年会のゲスト、高視聴率記念での電話等、様々な形で番組にも出演していた。
- 徹底討論!朝までワイン 〜裏番組の鉄人に一度は勝ちたいスペシャル〜

第1回放送での鈴井の「30過ぎの独身の女ってのはやっぱりイタイよね」「唯一の贅沢はね高級赤ワインだけ」などの発言により、放送翌日から怒りに震えた独身女性の苦情が殺到。これを受けて鈴井vs15人の30過ぎの独身女性との討論が尼寺にて緊急企画された。
- 大泉洋、GRAPEVINEにインタビュー

大泉の「インタビューがメチャクチャ下手、でも…有名人と会いたい、お話したい」という夢の第一歩を後押ししてあげようという企画。
- 学年10番以内に入りたい

400人中300番台の成績の女子高生の「学年で10番以内に入りたい」という夢を叶える企画。

夢の後押しを大泉が担当する企画であり、大泉も「10番以内に入れなければ番組を降板する」と意気込みを見せていたが、目標達成はならず降板が決定した。
- 大泉救済企画 PUFFYにインタビュー

上記の企画において目標不達成のため降板が決定した大泉に対し、この番組の企画構成者の鈴井が「大泉が勝手に公約してしまったことだから」とストップをかけ、救いの手をさしのべた企画。大泉が苦手なアーチストインタビューにおいて、合格点が得られれば番組に復帰出来るという救済案が提示された。
こちらでも不合格という結果ではあったものの、この企画でのPUFFYとの出会いを契機に「札幌に変わったローカルタレントがいる」ということで、彼女たちの冠番組である『パパパパパフィー』（テレビ朝日）の準レギュラーになることができ、後の東京進出のきっかけともなった。
本番組中で、レギュラー4人が初めて顔を揃えた企画でもある。企画中には挿入歌として『夢のために』（PUFFY）も流れたが、曲名表示の際にテロップが『愛のために』と誤植されていた。
- みんなの夢、大インタビュー大会
- 視聴率10%突破記念!バカでHの大打ち上げパーティー

番組開始以来、予想外の高視聴率10%を突破したため打ち上げを企画し、居酒屋での飲み会の模様を放送。さらに翌週その二次会の様子も放送された。鈴井曰く、特に二次会は「テレビ人として致命傷になるほど酷い映像」となってしまったため、放送するかどうかを視聴者のハガキによる多数決に委ね、その結果580対0という圧倒的大差で「見たい」という要望が有ったために「断腸の想いで」放送された。
前述の経緯から当時降板中であった大泉は、この企画では顔にモザイク処理を掛けての「声だけ出演」となった。その大泉は、二次会で「道内ローカル局を一堂に集めてイベントをやる」という夢を語った際、「俺の夢はW洋ちゃんなんだよ!」「やっぱり北海道の洋ちゃんといえばまだまだ木村洋二（当時：STVアナウンサー）なんだよ!」と発言しており、このうち前者はOne Hokkaido Projectの一環として放送され、大泉も司会として出演した特別番組『みんなで道フェス!2019』で、後者はこの企画の放送より半年後にスタートした『1×8いこうよ!』（札幌テレビ放送）での共演で、それぞれ実現することとなった。
- 内弁慶は直したい

念願であった志望校への進学をかなえたものの、生来の内弁慶な性格ゆえなかなか友人ができないことに悩む男子学生の「友人が欲しい」という夢を叶えるという内容。ただし、収録期間の都合上短期間で友人を作ることは難しいと判断し、せめて内弁慶『は』直そうと出演者たちと共に克服を試みるも、ことごとく失敗または空振りしてしまい、果ては偶然キャンバス内にいた学生たちを男女問わずかき集め「どうすれば彼に友達ができるか」直接問いただすという、逆に周囲の人間を遠ざけかねない結果に終わる。後日、その時集められた男子学生のひとりが相談者を見かねて声をかけ、昼食を共にする姿をロケ車から見届け、正式に企画終了となった。
- 大泉救済企画「愛する人のためにどこまでがんばれるのか」

大泉降板以降、ファンからの悲鳴にも似た投書が殺到し、総勢500人のファンと共にいくつかの課題をクリアして大泉の復帰を叶える企画。ファンの愛と協力（と番組スタッフの黙認）により無事課題をクリアし、大泉は涙と共に番組への復帰を果たした。
- 皮オペ完全ドキュメント ひと皮剥けた男への道

安田の包茎手術の模様を記録したドキュメンタリー。
第2回放送で、鈴井が仮性包茎であると告白した際、話の流れで安田もかなりの包茎であることが明かされてしまい、安田の「緊急会見を開きたい。ひと皮もふた皮もムケたい。常にムケてる男になりたい。新しい自分になりたい」という夢を叶えるため、安田に事前に内緒で緊急記者会見が開かれ『視聴者からの善意による募金を募り、手術に必要な費用20万円が貯まったら安田の包茎手術を行う』ことを発表。本人の意思とは異なるタイミングでの手術敢行に対し、企画開始当初は否定的な意見や、企画そのものの中止を求める番組宛の投書も多く寄せられたものの『本企画をきっかけに本気で手術に取り組みたい』と安田が改めて番組内で呼びかけたことにより事態は鎮静化。結果25万円が集まり手術を受けることになった。実際の手術に際しては、亀頭へのコラーゲン注入が必要と診断されたため、費用が32万円になったものの、札幌上野クリニックの厚意により25万円で手術が行われた。この模様も番組で放送され、安田は無事ひと皮ムケた男になれた。
一方、鈴井も自腹で手術を受ける予定であったが、事前の診察で手術するほどでもないという診断をうけ、直前に取り止めになった。
- 募金について

募金はさっぽろ地下街のHTBコーナーにて、住所、氏名、電話番号、コメントを用紙に記載するという形式で行われた。後日、募金をした人全員に本番組のスタッフから募金のお礼の電話と住所確認を行った後、海岸で撮影された全裸で後ろ姿から振り向いている安田のポストカードが郵送された。
- 大泉天使宅配の旅
- アナウンサーになりたい

海外への語学留学を目前に控えた女子大学生が当時テレビ朝日に在籍していた丸川珠代らからアドバイスを受け、表向きは現場に触れアナウンサーの夢へ一歩近づくという名目であったが、実際には上層部の社員から抜き打ちの模擬採用試験を受けるという内容。当時のイギリス首相のフルネーム（正解はトニー・ブレア）を答えられなかったこと等から徐々に旗色が悪くなり、断念するよう詰め寄られる場面もあった。最終的に挽回する機会を与えられないまま海外へ旅立つことになるが、後日、本人により『もう一度自分が抱いた夢の原点に立ち返る』旨スタッフ宛に手紙が送られている。
- 夢は芸人。24時間以内に引越し

当時、北海道大学を休学中であった藤尾仁志の「芸人になるため函館から札幌に引越したい」という夢を叶える企画。引越すのを手伝うだけなら簡単にできる、夢を後押しする番組だからという理由により、24時間以内に引越せたら費用を番組で持つことになった。
また引越しの際には、オクラホマの相棒である河野真也とともに、荷物ごとにコントを行い、安田が面白いと判定しなければ札幌へ持っていくことができないという課題も課せられた。その結果、ほとんどの荷物を持っていくことが出来なかった。
- ガキンチョがPVを作る

当時アーティストとして活動していたGEN（源学）がリリースした新曲「きみの声」を基にしたミュージックビデオを制作するという内容。オーディションにより一般の学生4名が選出されるも『ガキンチョ（子供）に大人の世界の厳しさを教える』という裏の目的により、企画開始当初から容赦のない𠮟責が飛び交う激しい制作風景が展開されるも無事完成にこぎつけ、玉光堂釧路店でお披露目会が実施された際は4名が鈴井と共に参加しスタッフらへ涙ながらに感謝の言葉を伝えた。その後本PVと共に3代目エンディングテーマとして同曲が採用されている。
- 赤ワインなんていらないクリスマススペシャル
- 新年の御挨拶
- 大新年会
- 4人の天使宅配の旅
- 大泉バンド

大泉の「紅白に出たい」という夢を叶えるために始まった企画。
奥田民生が大泉の作詞を条件に内容次第で曲を作ることを承諾し、大泉作詞の『負け戦（まけいくさ）』に奥田がギターソロ3分、ラップ入り、Emワンコードの曲を作曲した。
この時点では未完成の作品であり、正式な曲にするためには「人前で演奏して心を打つ」等のいくつかの条件が奥田から出された。人前でライブを行うため、大泉はボーカル・リズムギター、安田がギターソロを担当することになり、その他のバンドメンバーを集めるためオーディションが行われた。
「負け戦」一曲だけのライブが行われ、生放送されたのはその3ヶ月後の2000年5月5日であり、ライブでの演奏の際には当初奥田が作曲した短い曲から、ター･ナー･カーのアレンジ、坂本サトルのギター、ライブパフォーマンス指導などが加わり、10分に迫る長大な曲となっていた。アンコールでは奥田へのリスペクトから、ユニコーンの『すばらしい日々』が演奏された。
心を打てたかどうか、視聴者にハガキで投票してもらい5000枚に達しなければ解散との条件が出された。ライブから2週間後のハガキ集計の結果、4446枚と惜しくも5000枚には届かず解散が決定した（ただし、活動継続の意思表示を行ったものの、事前にルールとして定められていた「合格」という記載がされていなかったために無効扱いとなったハガキが数多く寄せられている）。解散から2ヶ月後の2000年7月、夕張で開催された『MUSIC CAMP』において一夜限りの復活がなされ、大泉作詞・作曲の新曲『ビーチドリーマー』が披露された。
奥田が大泉バンドに関わっていたのは作曲し条件を出したところまでで、その後のバンド結成からアレンジ、ライブに至るまでの過程には一切関わっていないが、企画終了から8年後の2008年に奥田が『ハナタレナックス』にゲスト出演した際「その後、気にはなっていた」と語っており、同番組内で大泉バンドの模様が一部放送されてその後の顛末を知ると「すごいね、曲の行く末が不安だったですけど立派になられて」「俺の仕事に間違いはない」と感想を述べている。また同番組のロケセットである「ハナタレ部屋」に当時飾られていたテレキャスターは、前述のライブで安田が使用していたものである。
大泉バンドとしての紅白出場は果たせなかったものの、大泉自身はその後2015年の『第66回NHK紅白歌合戦』での審査員としての出演の他、3年連続で司会も務め（第71回、第72回、第73回）、2023年の第74回で歌手として出場するなど複数回にわたって紅白への出演を果たしている。
- 三十路を超えてしまった独身女性のためのバレンタイン
- ミレニアム版小さな恋の物語 片想いに決着をつけたい
- 大泉そっくりさん
- 第1回 安田グランプリ

様々な競技を行い、「安田の中の安田」を決める大会。安田顕も出場するも、総勢38人中29位となり優勝を逃した。
- 大泉塾

塾長：大泉、事務局長：鈴井による明日のスターを目指す視聴者を集めた塾。塾生のうち数人は、鈴井貴之監督映画『man-hole』にエキストラとして出演を果たした。また企画終了後には制作費を大幅に使用したことにより、放送が1回休みとなった事があった。
- 『Beautiful wife -ドラゴン怒りの鉄拳-』  (全4回)

本番組の最後を飾った、大泉塾の制作による連続ドラマ。
脚本・演出ともに大泉が手がけているが、内容としては『ビューティフルライフ』『フェイス/オフ』『スワロウテイル』『ドラゴン怒りの鉄拳』『ロング・キス・グッドナイト』『ダイ・ハード』などの作品がミックスされたものとなっている。
出演者の大半が素人であり、台詞が棒読みであったり間の開いたぎこち無い演技が目立つなど、後述の内容と合わせたシュールさゆえか、回を重ねるごとに視聴率が下降していったという。また、放送後にはビデオ化して販売する計画もされていたが、視聴率の下降により中止されたことが当時の番組公式HPのBBSでの、スタッフの返信によって明らかにされている。
業界からは高い評価を得たが、鈴井からは「あれを放送する放送局は日本にはない」と評した。他方で、塾生に内緒で突然の記者会見、ドラマの前後にメイキングを放送するスタイルなど、後の『ドラバラ鈴井の巣』の原型ともなった。
- あらすじ

人気美容室で働く男と車椅子の女性がある日突然出会い、恋におちることから重大な秘密が明らかになり、やがて壮大な暗殺計画へと発展するという奇想天外なアクション・ラブストーリー。
- キャスト

- 主役を含む主な出演者は素人の塾生
- リップ店長 - 鈴井貴之
- マオプウ - 安田顕（作中での台詞をすべてオナラで発する、という趣向が盛り込まれた）
- 整形前の過去のドラゴン - 佐藤重幸
- この他にもエキストラとして、オクラホマの藤尾・河野の両名も出演している。

- 安田天使宅配の旅
- 借金返済!働けヤスケン

「4人の天使宅配の旅」にて、番組に理不尽な借金を背負ってしまった安田（ヤスケン）が、視聴者からの依頼により言い値でのアルバイトを請負い、安田がバイトをして借金を完済を目指すというものだが、報酬は現金に限らず現物支給もアリという内容。
依頼によっては、企画という体を利用したいじめとも解釈されかねない映像（結果）になった内容を問題視した視聴者による抗議が番組公式BBSに殺到した企画でもあった。特にその最たる物が、企画2回目の音楽会社の依頼によるIn the Soupのアシスタントをするバイトで、依頼者の頼み事には「いいえ」と言えないルールにより安田が彼らのために自腹を切り、道具などを総額1万円以上使って購入して彼らの営業活動を支えたが、バイトの報酬が約900円相当のイクラ丼だけとなり借金がさらに増えてしまうものであった。
- 合コン企画

視聴者の男女数人を集めて3回にわたってロケを行い、最終的にカップルを成立させる企画。本番組内で一度行われたのち、後番組である『鈴井の巣 presents n×u×k×i』の開始に伴い本格的に始動した。とはいえ、同番組を含めても半ば強引な組み合わせで、ほぼ女性側からNOの選択をされたり、仮成立したカップルが企画途中で他で知り合った異性と別々に交際し出して別れてしまうなどして、結果的に成立したカップルは本番組での放送分での2人のみであった。
- 感謝をこめてファイナル・パーティー

本番組の最終回として放送されたもので、過去の出演者を集めてのトークと未公開映像集を主体とした内容である。

## テーマ曲
オープニングテーマ曲イン・ザ・シティ／ザ・ジャム
エンディングテーマ曲
テーマ曲に乗せてのエンディングが設けられていたのは2000年前半の放送分までで、それ以降の放送分ではスタッフクレジットのみを表示する形式となった。
- 初代エンディングテーマ曲 - 天使達の歌／坂本サトル
- 2代目エンディングテーマ曲 - 群青の日々／Gen
- 3代目エンディングテーマ曲 - きみの声／Gen

## 主なスタッフ
- 企画・構成：鈴井貴之
- 撮影：坂本忠昭、鈴木武司
- 音声：松澤聡、末永大輔
- 音響効果：工藤哲也
- スタイリスト：小松江里子
- 美術：BgBee
- ディレクター：多田健、白取茂一
- チーフディレクター：杉山順一
- プロデューサー：土井巧
- 企画協力：CREATIVE OFFICE CUE
- 制作著作：北海道テレビ放送